# Hémidesmosome

Les hémidesmosomes sont des structures d'adhésion cellulaire spécialisées qui jouent un rôle crucial dans l'ancrage des cellules épithéliales à la membrane basale sous-jacente. Ils sont principalement composés de complexes protéiques qui assurent la liaison entre les filaments intermédiaires du cytosquelette, comme les kératines, et les composants de la matrice extracellulaire, tels que la laminine. 

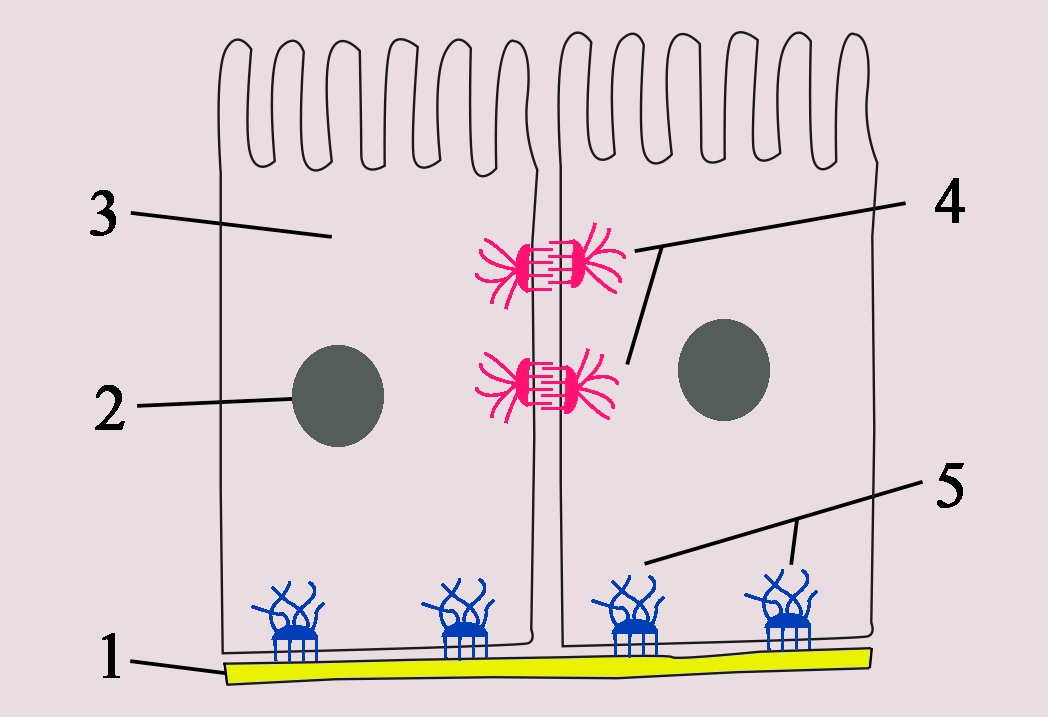
1. Membrane basale, 2. noyau de la cellule, 3. cytoplasme,4. desmosome, 5. hémidesmosome

On peut lui attribuer une forme de rivet et il se compose de :
- protéines transmembranaires: intégrines il s'agit plus précisément de l'hétérodimére alpha6bêta4
- plaque cytoplasmique: protéines spécifiques d'attachement
- éléments du cytosquelette: cytokératines
- protéine spécifique : intégrine.
- les protéines de la matrice extracellulaire: fibronectine ou de la lame basale: laminine

Les hémidesmosomes ont des rôles d'adhésion intercellulaire et de maintien de la forme.

## Différences avec les desmosomes
Les hémidesmosomes sont semblables aux desmosomes de type macula adherens sauf qu'ils relient la cellule à la lame basale. Il n'y a donc qu'une seule moitié du dispositif en place. Les composants transmembranaires sont l'intégrine α6β4, l'antigène de la pemphigoïde bulleuse de 180kDa ou BP180 et la molécule CD151. La plaque cytoplasmique interne est reliée aux filaments intermédiaires de type cytokératines par l'intermédiaire de la plectine et de l'antigène de la pemphigoïde bulleuse de 230 kDa ou BP230. La laminine est l'intermédiaire entre les différents types de collagène formant la lame basale ou la matrice extracellulaire, et l'hémidesmosomes. NB: les filaments intermédiaires ne se fixent pas de la même façon suivant que ce soit un desmosome ou un hémidesmosome